# Miklós Rózsa
Miklós Rózsa [ˈmikloːʃ ˈroːʒɒ] (* 18. April 1907 in Budapest; † 27. Juli 1995 in Los Angeles) war ein mehrfach mit dem Oscar ausgezeichneter ungarisch-amerikanischer Komponist. Er gilt als einer der bedeutendsten Filmkomponisten und schrieb unter anderem die Musik zu den Monumentalfilm-Klassikern Ben Hur und El Cid. Daneben umfasst sein Werkverzeichnis auch Orchester- und Kammermusik für den Konzertsaal. Rózsa komponierte in einem überwiegend an der Tonalität orientierten, gemäßigt modernen Stil.

## Leben und Werk
Miklós Rózsa war Sohn des wohlhabenden Fabrikbesitzers Gyula Rózsa und dessen Frau Regina, geb. Berkovits. Sein Großvater Moritz hatte den Namen Rosenberg in 1887 in Rózsa ändern lassen. Seine Jugendjahre verbrachte er oft auf dem Landsitz der Familie in Nagylócz, wo er sich für Leben und Kultur der einfachen Landbevölkerung zu interessieren begann. Im Alter von fünf Jahren erlernte er das Violinspiel bei seinem Onkel Lajos Berkovits, einem Schüler des bekannten Violinisten und Komponisten Jenő Hubay.
Dem Beispiel der seinerzeit in etablierten Budapester Musikkreisen „berüchtigten“ Avantgardisten Béla Bartók und Zoltán Kodály folgend, notierte Rózsa schon in seiner Jugend in den umliegenden Dörfern die Volkslieder der ländlichen Bevölkerung, auf die er in späteren Werken wie den Variationen über ein ungarisches Bauernlied, op. 4 zurückgriff. „Ich war nie ein systematischer Volksliedsammler … Mich interessierte einzig die Musik, die mich dauernd umgab und in Ausdruck und Rhythmus sehr beeindruckte. Ich lief nur mit einem kleinen schwarzen Notenbuch herum und schrieb alle Melodien nieder. Der Text kümmerte mich nicht“, sagte Rózsa Jahrzehnte später in einem Interview mit dem Filmmusikexperten Christopher Palmer. Die spezielle Melodik und Harmonik der ungarischen Volksmusik prägte auch den reifen Stil Rózsas.

### Studium in Leipzig
1926 nahm er sein Studium in Musik am Leipziger Konservatorium auf, parallel dazu studierte er zunächst auf Drängen seines Vaters auch Chemie an der dortigen Universität, was er jedoch noch im selben Jahr aufgab. Rózsas Professor in Komposition war Hermann Grabner, ein Schüler von Max Reger. Dessen charakteristische chromatische Kontrapunktik sollte großen Einfluss auf einige der frühen Werke Rózsas haben, so. z. B. das Quintett für Klavier und Streichquartett, op. 2.
Rózsas erstes „offizielles“ Werk, das Streich-Trio, op. 1 (1928, eigentlich Trio-Serenade) wurde von Grabner mit Begeisterung aufgenommen. Auf dessen Empfehlung hin vermittelte der damalige Thomaskantor Karl Straube den Druck des Stücks, wie auch des Klavierquintetts, bei dem Verlag Breitkopf & Härtel. Dieser Verlag veröffentlichte in den nächsten fünfzig Jahren den Großteil von Rózsas Konzertwerken. In diese Zeit fällt auch das erste, nie veröffentlichte Violinkonzert.
1929 beendete er sein Studium cum laude. Zunächst blieb er in Leipzig und arbeitete zusammen mit seinem ehemaligen Kommilitonen Wolfgang Fortner als Assistent Grabners. Spätestens seit 1930 wurden Werke von Miklós Rózsa auch im Rundfunk aufgeführt, so etwa am 27. Mai 1930 um 21.30 Uhr im Sender Leipzig seine „Variationen über ein ungarisches Bauernlied, Werk 4, für Violine und Klavier“.
Nach einem Konzert seiner Kammermusik an der École normale de musique de Paris ließ er sich jedoch im Mai 1932 als freischaffender Komponist in Paris nieder.

### Die Jahre in Paris und London
In seine Pariser Jahre fallen Werke wie Thema, Variationen und Finale, op. 13 (1933, beim Eulenburg-Verlag), die Sonate für zwei Violinen, op. 15 (1933, überarbeitet 1973) und die Serenade für kleines Orchester, die in der 1946 bearbeiteten Fassung als op. 25 verlegt wurde. In dieser Zeit freundete sich Rózsa mit dem ebenfalls in Paris lebenden Schweizer Komponisten Arthur Honegger an, bestritt mit ihm auch 1934 ein gemeinsames Kammerkonzert. Es war Honegger, der den jungen Rózsa auf die Idee brachte, sein Einkommen mit Filmmusik aufzubessern. Honegger bewies ihm mit seiner Partitur zu dem Film Les Miserables, dass man durchaus anspruchsvolle orchestrale Musik für das Medium Film schreiben konnte. In diesem neuen Arbeitsfeld verdingte sich Rózsa zunächst als „Fanfarenschreiber“ für die Wochenschauen der Pathé-Organisation, eine künstlerisch wie finanziell äußerst unbefriedigende Tätigkeit. Wohl auch deshalb benutzte er für die Auftragsarbeiten das Pseudonym „Nic Tomay“.
1935 komponierte Rózsa als Auftragsarbeit für die Markova-Dolin-Company das Ballett Hungaria, welches zwei Jahre im Duke of York’s Theater in London lief. Da die Zahl der Jobs in der französischen Filmindustrie begrenzt schien, übersiedelte er ganz nach London, wo er auf Einladung Jacques Feyders seine erste Filmmusik für Tatjana (1937) schrieb. Für das unabhängige Studio seines Landsmanns Alexander Korda folgten schnell weitere Partituren, darunter zu nennen Vier Federn und Der Spion in Schwarz (beide 1939). Als die Arbeiten für das aufwändige Fantasy-Spektakel Der Dieb von Bagdad (1940) wegen der Bombenangriffe der Luftwaffe auf London in Gefahr gerieten, wurde der Dreh kurzerhand 1940 nach Los Angeles verlegt, wo sich Rózsa endgültig niederließ.

### Karriere in Hollywood
In den folgenden Jahren etablierte sich Rózsa schnell als einer der führenden Filmkomponisten Hollywoods, dessen Arbeiten mit insgesamt drei Academy Awards für die „beste Originalkomposition“ und zehn weiteren Nominierungen belohnt wurden. Seine Oscars gewann Rózsa für Ich kämpfe um dich (1945), Ein Doppelleben/A Double Life (1948) und schließlich für Ben-Hur (1959), an dem er ein Jahr gearbeitet hatte. Insgesamt schrieb er zwischen 1937 und 1982 annähernd einhundert Partituren für abendfüllende Spielfilme. Besonders bekannt wurden Rózsas Arbeiten in den Filmgenres Kriminalfilm (z. B. die Film Noirs Rächer der Unterwelt (1946), Die nackte Stadt / The Naked City (1948), und John Hustons Asphalt Dschungel (1950)), Melodram (Billy Wilders Alkoholikerdrama Das verlorene Wochenende (1945), The Red House (1947) bzw. Schiff ohne Heimat / Plymouth Adventure, 1952) und natürlich den Epen und historischen Abenteuerfilmen Quo vadis? (1951), Ivanhoe – Der schwarze Ritter (1952), Julius Caesar (1953), Die Ritter der Tafelrunde (1953), Ben-Hur (1959), König der Könige (1961) und schließlich El Cid von 1961.
Rózsas oft dissonante, an der Harmonik des frühen 20. Jahrhunderts und an der Musik Bartóks und Kodálys geschulte Filmkompositionen brachten ihm oft Schwierigkeiten mit dem musikalischen Establishment der Hollywoodstudios ein, die eine spätromantische Tonsprache favorisierten. In Bezug auf seinen populären Kollegen Victor Young bezeichnete Rózsa diesen Stil einmal als „Broadway-cum-Rachmaninoff“. Trotz der Konflikte blieb Rózsa seiner eigenen Klangsprache treu, weshalb seine Filmpartituren auch jederzeit binnen weniger Takte als seine Arbeiten identifizierbar sind. Ein herausragendes Element mehrerer Partituren in den 1940er-Jahren war Rózsas Verwendung des Theremins, eines im Klang der Violine ähnlichen elektronischen Instruments, bei dem die Töne durch Bewegungen des Spielers entlang einer unsichtbaren Luftsäule erzeugt werden. Nachdem Rózsa das Instrument in die Filmmusik eingeführt hatte (in Hitchcocks Ich kämpfe um dich (1945)), wurde es noch von etlichen seiner Kollegen verwendet, so etwa Bernard Herrmann (für Der Tag, an dem die Erde stillstand, 1951) und Roy Webb (Die Wendeltreppe, 1946). Er selbst benutzte das Instrument letztmals für Das verlorene Wochenende und The Red House – und weigerte sich, es für die Christus-Szenen in Ben-Hur zu verwenden, da er eine Orgel für angebrachter hielt.
Gleichzeitig sorgten Rózsas prägnante Melodien und die Dynamik der Musik dafür, dass sich seine Partituren auch außerhalb ihres ursprünglichen Verwendungszwecks, nämlich als selbständige Tonträger, seit Jahrzehnten auf Schallplatte und später Compact Disc großer Beliebtheit erfreuen. Mit über 100 Tonträgern gehört Miklós Rózsa zu den am besten diskografisch dokumentierten Filmkomponisten. Seine Vorliebe, die Stimmungen einer Filmszene und die Psychologie dahinter in ihrer Gesamtheit musikalisch zu erfassen, statt mit dem sogenannten Mickey-Mousing jede Bewegung eines Schauspielers und jedes physische Ereignis einzeln zu illustrieren, haben dafür gesorgt, dass seine Musik vom Film losgelöst stets als unabhängiges musikalisches Erlebnis bestehen kann. Diese Methode hat ihm jedoch auch die Kritik solcher Kommentatoren eingetragen, die ihn als „Generalisten“ bezeichnen, der sich „zu fein gewesen“ sei, minutiös alle Elemente jeder Szene herauszuarbeiten.
Auf Empfehlung seines Agenten ließ sich der bis dahin freie Rózsa 1948 von dem seinerzeit prestigeträchtigsten Hollywoodstudio, der Metro-Goldwyn-Mayer Gesellschaft in Burbank, unter Vertrag nehmen – allerdings nur mit der Zusicherung, dass ihm für seine Arbeit an Konzertwerken in jedem Sommer drei Monate (unbezahlten) Urlaubs gewährt würden – und dass er seine Tätigkeit als Professor für Filmkomposition an der University of Southern California würde fortsetzen dürfen. Zu seinen Studenten an der USC gehörte Jerry Goldsmith, dessen Interesse an Filmmusik durch Rózsas Partitur zu Ich kämpfe um dich/Spellbound geweckt worden war. Rózsa räumte später ein, dass von allen seinen Studenten Goldsmith der einzige gewesen sei, der es als Filmkomponist bis ganz nach oben geschafft habe. „Denn eines konnte ich den jungen Leuten nicht beibringen: Wie man einen Job bekommt.“
1962 lief sein Vertrag mit der MGM aus. Ab Mitte der 1960er Jahre waren traditionelle symphonische Filmpartituren immer weniger gefragt, und so konzentrierte sich Rózsa als freier Komponist fortan wieder mehr auf seine Konzertwerke, die er auch während seiner Filmkarriere nie ganz aufgegeben hatte. So fallen in seine Jahre bei MGM die beiden wohl bedeutendsten klassischen Werke, das Streichquartett Nr. 1, op. 22 (1950, das Rózsa während der Arbeit an der opulenten Partitur zu Quo Vadis komponiert – sozusagen als „Gegenmittel“, wie er später schrieb) und das Konzert für Violine und Orchester, op. 24 (1953, geschrieben für und uraufgeführt von Jascha Heifetz). In den 1960er Jahren folgten noch drei weitere große Virtuosenkonzerte, je eines für Klavier und Cello und die Sinfonia Concertante für Violine, Cello und Orchester von 1966. Mit dem Bratschenkonzert von 1979 schließt sich der Kreis von Rózsas konzertanten Werken.
1982 verfasste Rózsa seine letzte Filmpartitur, zu der Steve-Martin-Komödie Tote tragen keine Karos. Diese Arbeit ist insofern interessant, als der Film aus Schnipseln klassischer Kriminalfilme der vierziger Jahre zusammengesetzt ist, von denen einige Rózsa damals schon vertont hatte. Aus den späten Jahren seiner Filmkarriere ragen noch Das Privatleben des Sherlock Holmes (1970), in dem Rózsa auf Bitte des Regisseurs Billy Wilder Themen aus seinem Violinkonzert verarbeitete, die mit einem César ausgezeichnete Partitur zu Alain Resnais’ Drama Providence (1977) und der nostalgische Spionagethriller Die Nadel (1981) heraus.

### Die letzten Jahre
Ein schwerer Schlaganfall im September 1982, der Rózsas linke Körperhälfte paralysierte, beendete seine Karriere als Komponist von Film- und Orchestermusik. In den achtziger Jahren schrieb er deshalb nur mehr einige Stücke für Soloinstrumente, darunter zu nennen die Sonate für Solo-Violine, op. 40 (1986). Sein letztes Werk war die kurze Introduction and Allegro für Solobratsche, op. 44, von 1988. Rózsas letzte Lebensjahre waren von schwerer Krankheit überschattet. Dem deutschen Regisseur Marcus Rosenmüller gelang es jedoch, ihn für die Filmmusikdokumentation Der Klang der Bilder von 1995 zu interviewen.
Eine weitere (einstündige) Dokumentation wurde 1990 von Jörg Bundschuh und Peter Glaser gedreht: Music by Miklós Rózsa – Ein Komponist in Hollywood.
Am 27. Juli 1995 starb Miklós Rózsa an den Spätfolgen seines Schlaganfalls. Er war von 1943 bis zu seinem Tod mit Margaret Finlason verheiratet und Vater zweier Kinder (Nicholas und Juliet).
Kurz vor seinem Schlaganfall hatte er sein Leben und Werk in einer Autobiografie niedergelegt, die den beziehungsreichen Titel A Double Life trägt. Rózsa bekennt darin u. a., niemals ein besonderer Freund des Mediums Film gewesen zu sein, das er in erster Linie als „Broterwerb“ betrachtete. Dennoch, so betont er ausdrücklich, habe er wie seine Kollegen immer sein Bestes für seinen Arbeitgeber getan und auch seinen eigenen Stil, wenn auch in für das Medium vereinfachter Form, nie verleugnet. Seine Konzertwerke erfreuten sich zu ihrer Entstehungszeit großer Beliebtheit und wurden von den führenden Dirigenten und Interpreten jener Tage aufgeführt, darunter Bruno Walter, Eugene Ormandy, Charles Münch, Sir Georg Solti und Leonard Bernstein. In den letzten anderthalb Jahrzehnten ist das Interesse an Rózsas konzertanten Werken erneut stark angewachsen, was sich in zahlreichen Aufnahmen niederschlug.

## Stil
Die Tonsprache Miklós Rózsas wird von zwei Elementen dominiert. Das eine wurde durch seine strenge deutsche akademische Ausbildung geprägt – seine Vorliebe für kontrapunktischen Satz und fugale Formen, die sogar in den Filmmusiken stets deutlich erkennbar blieb. Obwohl Rózsa nach eigenem Bekunden keine besondere Vorliebe für die Musik Max Regers hatte, so hatte sein Kompositionslehrer Grabner, der ein Schüler Regers war, ihn doch offenbar so intensiv mit dessen Musik vertraut gemacht, dass Anklänge an Regers Stil besonders in den frühen Werken kaum zu verleugnen sind.
So überrascht es auch nicht, dass zu Rózsas gelungensten Werken jene gehören, die für Streicherensemble (etwa das Streichquartett Nr. 1) bzw. Streichorchester (Concerto for Strings, op. 17) gesetzt sind – bieten sich doch kontrapunktische Strukturen besonders für eine reine Streicherbesetzung an.
Die Kontrapunktik vereint sich mit dem zweiten bedeutenden Stilmerkmal, Rózsas Melodik, die wie schon oben erklärt auf die ungarische Volksmusik zurückgeht. Selten zitiert Rózsa tatsächliche Volkslieder, aber seine eigenen Melodien sind doch unverkennbar von ungarischem Gepräge. Hierin folgt er seinen Vorbildern Bartók und Kodály, wobei Rózsa harmonisch nie so frei war wie Bartók, sondern bis in seine letzten Stücke hinein den akademischen Wurzeln seiner Ausbildung verpflichtet blieb. Dieser „Zwiespalt“ ist immer wieder als ungelöster Konflikt in Rózsas Werken auffindbar.
Daneben sind auch Einflüsse von Richard Strauss, Claude Debussy und Maurice Ravel erkennbar, jedoch stets „kanalisiert“ durch Rózsas eigene Melodik.

## Diskografisches
Miklós Rózsa war ein Pionier, was die Einspielung von Filmmusiken auf Schallplatte für den freien Verkauf angeht. Die Suite aus der Musik zu Das Dschungelbuch von 1942, mit dem NBC Symphony Orchestra und dem jungen Schauspieler Sabu als Erzähler, war die erste ihrer Art in der Geschichte der amerikanischen Filmmusik. Auch in den folgenden Jahrzehnten betrieb Rózsa, im Gegensatz zu vielen seiner Kollegen, aktiv die Veröffentlichung seiner Filmarbeiten, meist in Form von Neueinspielungen.
Im Rahmen dieser Tätigkeit hielt sich Rózsa seit den 1950er-Jahren häufig in Deutschland auf. Eine besondere Arbeitsbeziehung verband ihn mit den Nürnberger Symphonikern, mit denen er schon Ende des Jahrzehnts Suiten aus seinen Film Noirs und der Biografie Vincent van Gogh – Ein Leben in Leidenschaft (1956, im Original Lust for Life) einspielte. 1982 nahm Rózsas Kollege Elmer Bernstein dort als „Geburtstagsgeschenk“ für ihn eine umfangreiche Retrospektive auf. Im selben Jahr hatte Rózsa zum letzten Mal selbst den Taktstock geschwungen und zwar für eine Neuaufnahme des Dieb von Bagdad, ebenfalls in Nürnberg.
Auch seine Suite für Das Dschungelbuch wurde 1981 mit Elmar Gunsch als Erzähler mit den Nürnberger Symphoniker unter Leitung von Klauspeter Seibel aufgenommen.
Als bedeutendsten diskografischen Beitrag Rózsas zur Filmmusik müssen jedoch jene Aufnahmen gelten, die er in den 1970er-Jahren für das Label Polydor in London mit dem Royal Philharmonic unter dem Signum „Rózsa Conducts Rózsa“ machte. Diese Serie von Schallplatten illustrierte Rózsas Filmkarriere auf herausragende Weise. Leider gelten die Bänder dieser Produktionen als verschollen, weshalb sie nicht auf CD erscheinen konnten.
Fast alle von Rózsas 44 mit Opuszahlen versehenen Konzertwerke wurden inzwischen vollständig und teils auch mehrfach, eingespielt. Herausragend darunter sind sicher die Aufnahmen des Violinkonzerts: 1956 mit dem Widmungsträger Jascha Heifetz, 1995 von Igor Gruppman, 2003 mit dem Amerikaner Robert McDuffie für Telarc und zuletzt 2007 von Anastasia Khitruk für Naxos und 2009 von Matthew Trusler mit den Düsseldorfer Symphonikern (Orchid Classics). János Starker und Leonard Pennario dokumentierten die für sie geschriebenen Konzerte für Cello bzw. Klavier ebenfalls auf Tonträger. In jüngerer Zeit auch Lynn Harrell, Danielle Laval bzw. Evelyn Chen (Klavier) und Brinton Smith, Raphael Wallfisch, Peter Rejto (Cello). Auch das Viola-Konzert wurde mehrfach eingespielt (Lawrence Power, Paul Silverthorne, Gilad Karni, Maria Newman), sowie die Sinfonia Concertante für Violine und Cello und das Konzert für Streichorchester. In der Mitte der neunziger Jahre spielte das Label Koch International unter dem Dirigenten James Sedares in Neuseeland fast alle erhaltenen Orchesterwerke Rózsas digital ein. Auch die Chor- und Kammermusik ist größtenteils auf Tonträgern erhältlich.
2008 hat das unabhängige britische Label Chandos Records mit der Einspielung von Rózsas Orchesterwerken begonnen. Die Aufnahmen entstehen in Manchester mit dem BBC Philharmonic unter der Leitung von Rumon Gamba. Bisher (Stand: Januar 2016) liegen drei CDs vor.

## Filmografie
- 1937: Tatjana (Knight Without Armour)
- 1938: Besuch zur Nacht (The Divorce of Lady X)
- 1938: Gefahr am Doro-Paß (The Drum)
- 1939: Vier Federn (The Four Feathers)
- 1939: Der Spion in Schwarz (The Spy in Black)
- 1939: Verstrickung (On the Night of the Fire)
- 1940: Der Dieb von Bagdad (The Thief of Bagdad)
- 1941: Lord Nelsons letzte Liebe (That Hamilton Woman)
- 1941: Die Unvollendete (New Wine)
- 1941: Ein Frauenherz vergißt nie (Lydia)
- 1941: Waffenschmuggler von Kenya (Sundown)
- 1942: Das Dschungelbuch (Rudyard Kipling’s Jungle Book)
- 1943: Fünf Gräber bis Kairo (Five Graves to Cairo)
- 1943: Mutige Frauen (So Proudly We Hail!)
- 1943: Sahara
- 1943: Eine Frau für den Marshall (The Woman of the Town)
- 1944: Frau ohne Gewissen (Double Indemnity)
- 1945: The Man in Half Moon Street
- 1945: Spionage in Fernost (Blood on the Sun)
- 1945: Polonaise (A Song to Remember)
- 1945: Die Dame im Zug (Lady on a Train)
- 1945: Ich kämpfe um dich (Spellbound)
- 1946: Ich sing’ mich in dein Herz hinein (Because of Him)
- 1946: Rächer der Unterwelt (The Killers)
- 1947: Lied des Orients (Song of Scheherazade)
- 1947: Eine brennende Liebe (The Other Love)
- 1947: The Red House
- 1947: Desert Fury – Liebe gewinnt (Desert Fury)
- 1947: Zelle R 17 (Brute Force)
- 1947: Ein Doppelleben (A Double Life)
- 1948: Geheimnis hinter der Tür (Secret Beyond the Door)
- 1948: Qualen der Liebe (A Woman’s Vengeance)
- 1948: Stadt ohne Maske (The Naked City)
- 1948: Bis zur letzten Stunde (Kiss the Blood of My Hands)
- 1949: Geheimaktion Carlotta (The Bribe)
- 1949: Gewagtes Alibi (Criss Cross)
- 1949: Madame Bovary und ihre Liebhaber (Madame Bovary)
- 1949: Schicksal in Wien (The Red Danube)
- 1949: Ehekrieg (Adam’s Rib)
- 1949: Verlorenes Spiel (East Side, West Side)
- 1950: Asphalt-Dschungel (The Asphalt Jungle)
- 1950: Hexenkessel (Crisis)
- 1950: Ihr Geheimnis (The Miniver Story)
- 1951: Quo Vadis? (Quo Vadis)
- 1951: Begegnung in Tunis (The Light Touch) (mit Cameo)
- 1951: One Who Came Back (Dokumentar-Kurzfilm)
- 1952: Ivanhoe – Der schwarze Ritter (Ivanhoe)
- 1952: Schiff ohne Heimat (Plymouth Adventure)
- 1953: War es die große Liebe? (The Story of Three Loves)
- 1953: Die Thronfolgerin (Young Bess)
- 1953: Julius Caesar
- 1953: Die schwarze Perle (All the Brothers Were Valiant)
- 1953: Die Ritter der Tafelrunde (Knights of the Round Table)
- 1954: Verwegene Landung (Men of the Fighting Lady)
- 1954: Das Tal der Könige (Valley of the Kings)
- 1954: Grünes Feuer (Green Fire)
- 1955: Das Schloß im Schatten (Moonfleet)
- 1955: Des Königs Dieb (The King’s Thief)
- 1956: Diane – Kurtisane von Frankreich (Diane)
- 1956: Mein Wille ist Gesetz (Tribute to a Bad Man)
- 1956: Vincent van Gogh – Ein Leben in Leidenschaft (Lust for Life)
- 1957: Flammen über Afrika (Something of Value)
- 1957: Hongkong war ihr Schicksal (The Seventh Sin)
- 1957: Luftfracht Opium (Tip on a Dead Jockey)
- 1958: Zeit zu leben und Zeit zu sterben (A Time to Love and a Time to Die)
- 1959: Ben Hur
- 1959: Die Welt, das Fleisch und der Teufel (The World, the Flesh and the Devil)
- 1961: König der Könige (King Of Kings)
- 1961: El Cid
- 1962: Sodom und Gomorrha (Sodoma e Gomorra)
- 1963: Hotel International (The V.I.P.s)
- 1968: Die sechs Verdächtigen (The Power)
- 1968: Die grünen Teufel (The Green Berets)
- 1970: Das Privatleben des Sherlock Holmes (The Private Life of Sherlock Holmes)
- 1973: Sindbads gefährliche Abenteuer (The Golden Voyage of Sinbad)
- 1977: Providence (Providence)
- 1977: Ich bin der Boß – Skandal beim FBI (The Private Files of J. Edgar Hoover)
- 1978: Fedora (Fedora)
- 1979: Tödliche Umarmung (Last Embrace)
- 1979: Flucht in die Zukunft (Time after Time)
- 1981: Die Nadel (Eye of the Needle)
- 1982: Tote tragen keine Karos (Dead Men Don’t Wear Plaid)
- 1989: Gesucht: Monika Ertl (Dokumentarfilm)

## Auszeichnungen für seine Filmmusiken
- 1941: Oscar-Nominierung für Der Dieb von Bagdad
- 1942: Oscar-Nominierung für Ein Frauenherz vergißt nie
- 1942: Oscar-Nominierung für Waffenschmuggler von Kenya
- 1943: Oscar-Nominierung für Das Dschungelbuch
- 1945: Oscar-Nominierung für Eine Frau für den Marshal
- 1945: Oscar-Nominierung für Frau ohne Gewissen
- 1946: Oscar-Nominierung für Das verlorene Wochenende
- 1946: Oscar-Nominierung für Polonaise[9]
- 1946: Oscar für Ich kämpfe um dich
- 1947: Oscar-Nominierung für Rächer der Unterwelt
- 1948: Oscar für Ein Doppelleben
- 1952: Oscar-Nominierung für Quo vadis?
- 1953: Golden Globe Nominierung für Ivanhoe – Der schwarze Ritter
- 1953: Oscar-Nominierung für Ivanhoe – Der schwarze Ritter
- 1954: Oscar-Nominierung für Julius Caesar
- 1960: Oscar für Ben Hur
- 1961: Golden Globe Nominierung für El Cid
- 1961: Golden Globe Nominierung für König der Könige
- 1962: Oscar-Nominierung (Beste Filmmusik und Bester Song) für El Cid
- 1976: Golden Scroll für seine beeindruckenden Filmmusiken der Academy of Science Fiction, Fantasy & Horror Films, USA
- 1987: Preis für sein Lebenswerk von den ASCAP Film and Television Music Awards
- 1989: Preis der London Critics Circle Film Awards für sein Lebenswerk

## Konzertwerke (Auswahl)
- 1927: Serenade, op. 1 (Trio für Violine, Bratsche und Cello)
- 1928: Quintett für Klavier und Streichquartett, op. 2
- 1933: Thema, Variationen und Finale für Orchester, op. 13
- 1938: Drei ungarische Skizzen, für Orchester, op. 14
- 1943: Konzert für Streichorchester, op. 17
- 1950: Streichquartett Nr. 1, op. 22
- 1952: The Vintner’s Daughter – Variationen über ein französisches Volkslied, op. 23 (23a für Orchester)
- 1953: Konzert für Violine und Orchester, op. 24 („für Jascha Heifetz“)
- 1966: Sinfonia Concertante für Violine, Cello und Orchester, op. 29
- 1967: Konzert für Klavier und Orchester, op. 31
- 1968: Konzert für Violoncello und Orchester, op. 32 („für János Starker“)
- 1972: Tripartita für Orchester, op. 34
- 1979: Konzert für Viola und Orchester, op. 37
- 1981: Streichquartett Nr. 2, op. 38
- 1986: Sonate für Violine (Solo), op. 40

## Schriften (Auswahl)
- „Quo Vadis?“ Film Music Notes, Bd. 11, Nr. 2 (1951).
- Double Life. The Autobiography of Miklos Rozsa, Composer in the Golden Years of Hollywood. Seven Hills Books 1982/1989, ISBN 0-85936-209-4.